# Jean-François Stévenin
Jean-François Pol Guy Stévenin (Lons-le-Saunier, 23 aprile 1944 – Neuilly-sur-Seine, 27 luglio 2021) è stato un attore francese noto per i suoi ruoli da caratterista nel cinema d'autore francese a partire dagli anni settanta, il più considerevole dei quali è forse quello ne Gli anni in tasca (1976) di François Truffaut.

## Biografia

### Primi anni
Nato il 23 aprile 1944 a Lons-le-Saunier, nel Giura, è il figlio unico di un'insegnante di scuola e un costruttore di sciovie, trasferitisi lì a causa della guerra. Smanioso di "scappare dalla campagna" in cui è cresciuto più che per autentico interesse, come racconterà anni dopo in un'intervista al quotidiano Libération, da ragazzo Stévenin si iscrive ad un prépa a Lione che gli frutterà l'ammissione in una prestigiosa business school parigina, l'École des hautes études commerciale (HEC).

### L'incontro col cinema e l'esperienza come aiuto regista
Nell'agosto del 1966, durante un tirocinio dell'HEC a Cuba sulla produzione lattiero-casearia, capita per caso sul set de Las aventuras de Juan Quin Quin, dove il regista Julio García Espinosa lo assume come tuttofare nonostante non parli lo spagnolo: Stévenin rimarrà affascinato dall'esperienza, decidendo di voler lavorare nel cinema. Laureatosi all'HEC l'anno seguente, riesce ad entrare nel mondo del cinema tramite Élisabeth Rappeneau, che lo raccomanda per un posto da assistente alla regia del film La Chamade (1968). Stévenin lavorerà per i dieci anni seguenti come aiuto regista di autori di primo piano nel cinema francese dell'epoca, come François Truffaut, Jacques Rivette e Jacques Rozier, apparendo occasionalmente anche davanti alla macchina da presa nei film a cui lavora, spesso in poco più che camei non accreditati, ma a volte anche in ruoli già più visibili ancorché ridottissimi, ad esempio in Effetto notte di Truffaut, dove ricopre il ruolo dell'aiuto regista del "film nel film" Jean-François, «senza nemmeno rendermene conto, come tutta la troupe». Il ruolo d'attore più sostanzioso in questa fase della sua carriera è nel cast corale di Out 1 di Rivette: l'idea di far interpretare il personaggio di Marlon all'aiuto regista Stévenin viene all'attrice Juliet Berto, che la suggerisce a Rivette scherzando sulla sua somiglianza con Marlon Brando, una scena poi rimasta nel montaggio finale del film.

### Carriera come attore
Nel 1976 lavora un'ultima volta con Truffaut, che lo dirige nel ruolo di uno degli adulti, il professor Jean-François Richet, de Gli anni in tasca, definito «il [suo] primo vero ruolo». Nei due decenni successivi i, secondo Le Monde, «penetranti occhi azzurri, il viso tondo [...] [e] l'espressione volpina» lo rendono un prolifico attore caratterista nei film di autori come Jean-Luc Godard, Jacques Demy, Marco Ferreri, Bertrand Blier, Jim Jarmusch, André Téchiné, Paul Vecchiali, Raúl Ruiz e Catherine Breillat.
Nel 1981 recita in Fuga per la vittoria e nel 1983 riceve la sua prima e unica candidatura ai premi César, per il miglior attore non protagonista, con Una camera in città. Alle soglie dal nuovo millennio intensificherà le sue apparizioni in film più generalisti in patria, come Il patto dei lupi (2001). Muore di cancro a Neuilly-sur-Seine il 27 luglio 2021, all'età di 77 anni.
Nel corso della sua carriera ha anche scritto e diretto tre lungometraggi da regista, di scarsa diffusione commerciale in Francia e pressoché sconosciuti altrove, Passe Montagne (1978), Double Messieurs (1986) e Mischka (2002), ma definiti, soprattutto i primi due, "di culto" tra gli appassionati.

### Vita privata
Ha avuto quattro figli: Sagamore (n. 1974), dal suo primo matrimonio con la psicologa Jacqueline Monnier (anche detta Florence Stévenin e morta nel 2008), mentre Robinson (n. 1981), Salomé (n. 1985) e Pierre Stévenin (n. 1995), dalla sua seconda moglie Claire. I primi tre sono diventati degli attori a loro volta, mentre il minore è apparso saltuariamente nei suoi film.

## Filmografia

### Solo attore (parziale)
- La Chamade, regia di Alain Cavalier (1968) - non accreditato
- Il ragazzo selvaggio (L'Enfant sauvage), regia di François Truffaut (1970) - non accreditato
- Out 1, regia di Jacques Rivette (1971)
- Mica scema la ragazza! (Une belle fille comme moi), regia di François Truffaut (1972) - non accreditato
- Effetto notte (La Nuit américaine), regia di François Truffaut (1973)
- Due prostitute a Pigalle (Zig Zig), regia di László Szabó (1974)
- Gli anni in tasca (L'Argent de poche), regia di François Truffaut (1976)
- Barocco, regia di André Téchiné (1976)
- La Machine, regia di Paul Vecchiali (1977)
- Guerra tra polizie (La Guerre des polices), regia di Robin Davis (1979)
- Merry-Go-Round, regia di Jacques Rivette (1980)
- I mastini della guerra (The Dogs of War), regia di John Irvin (1980)
- Psy, regia di Philippe de Broca (1981)
- Allons z'enfants, regia di Yves Boisset (1981)
- Neige, regia di Jean-Henri Roger e Juliet Berto (1981)
- Fuga per la vittoria (Victory), regia di John Huston (1981)
- Le Pont du Nord, regia di Jacques Rivette (1981)
- Passion, regia di Jean-Luc Godard (1982)
- Una camera in città (Une chambre en ville), regia di Jacques Demy (1982)
- Poussière d'empire, regia di Lâm Lê (1983)
- Notre Histoire, regia di Bertrand Blier (1984)
- Ventiduesima vittima... nessun testimone (Parole de flic), regia di José Pinheiro (1985)
- Lui portava i tacchi a spillo (Tenue de soirée), regia di Bertrand Blier (1986)
- Salomè, regia di Claude d'Anna (1986)
- Io odio gli attori (Je hais les acteurs), regia di Gérard Krawczyk (1986)
- L'isola del tesoro (L'Île au trésor), regia di Raúl Ruiz (1986)
- Come sono buoni i bianchi! (Ya bon les blancs), regia di Marco Ferreri (1987)
- Vergine taglia 36 (36 fillette), regia di Catherine Breillat (1988)
- Mariti mogli amanti (Les Maris, les Femmes, les Amants), regia di Pascal Thomas (1989)
- La rivoluzione francese (La Révolution française), regia di Robert Enrico e Richard T. Heffron (1989)
- Peaux de vaches, regia di Patricia Mazuy (1989)
- Lune froide, regia di Patrick Bouchitey (1991)
- Olivier, Olivier, regia di Agnieszka Holland (1992)
- Il giorno del perdono (Le Grand Pardon II), regia di Alexandre Arcady (1992)
- Storie di spie (Les Patriotes), regia di Éric Rochant (1994)
- Dimmi di sì (Dis-moi oui...), regia di Alexandre Arcady (1995)
- Les Aveux de l'innocent, regia di Jean-Pierre Améris (1996)
- K, regia di Alexandre Arcady (1997)
- Il cavaliere di Lagardère (Le Bossu), regia di Philippe de Broca (1997)
- ...Comme elle respire, regia di Pierre Salvadori (1998)
- À vendre - In vendita (À vendre), regia di Laetitia Masson (1998)
- Fait d'hiver, regia di Robert Enrico (1999)
- Love Me, regia di Laetitia Masson (2000)
- Furore cieco (Total Western), regia di Éric Rochant (2000)
- Il patto dei lupi (Le Pacte des loups), regia di Christophe Gans (2001)
- De l'amour, regia di Jean-François Richet (2001)
- La Repentie, regia di Laetitia Masson (2002)
- Deux, regia di Werner Schroeter (2002)
- L'uomo del treno (L'Homme du train), regia di Patrice Leconte (2002)
- Pas si grave, regia di Bernard Rapp (2003)
- Vacanze forzate (Camping à la ferme), regia di Jean-Pierre Sinapi (2005)
- Home, regia di Ursula Meier (2008) - voce
- Nuit de chien, regia di Werner Schroeter (2008)
- The Limits of Control, regia di Jim Jarmusch (2009)
- La Tête en friche - La testa tra le nuvole (La Tête en friche), regia di Jean Becker (2010)
- Amore facciamo scambio? (Happy Few), regia di Antony Cordier (2010)
- Il primo uomo (Le Premier Homme), regia di Gianni Amelio (2011)
- Sister (L'Enfant d'en haut), regia di Ursula Meier (2012)
- Les Beaux Jours, regia di Marion Vernoux (2013)
- The Forbidden Room, regia di Guy Maddin (2015)
- Pupille - In mani sicure (Pupille), regia di Jeanne Herry (2018)
- Illusioni perdute (Illusions perdues), regia di Xavier Giannoli (2021) - postumo
- La Ligne - La linea invisibile (La Ligne), regia di Ursula Meier (2022) - postumo
- L'isola delle trenta bare (L'Île aux 30 cercueils) – miniserie TV, 2 puntate (2022)
- Between Us - Tra noi (Between Us), regia di Jude Bauman (2023) - postumo

### Aiuto regista
- La Chamade, regia di Alain Cavalier (1968) - assistente alla regia
- Non drammatizziamo... è solo questione di corna (Domicile conjugal), regia di François Truffaut (1970) - assistente alla regia
- Du côté d'Orouët, regia di Jacques Rozier (1971)
- Out 1, regia di Jacques Rivette (1971)
- Effetto notte (La Nuit américaine), regia di François Truffaut (1973) - assistente alla regia
- Due prostitute a Pigalle (Zig Zig), regia di László Szabó (1974)
- Maîtresse, regia di Barbet Schroeder (1976)
- Voltati Eugenio, regia di Luigi Comencini (1980)

### Regista, sceneggiatore e attore
- Passe Montagne (1978)
- Double Messieurs (1986) - anche montatore
- Mischka (2002)

## Doppiatori italiani
- Manlio De Angelis in Effetto notte
- Gianni Williams in Salomè
- Sandro Sardone in Il cavaliere di Lagardère
- Ennio Coltorti in Il patto dei lupi
- Ricky Tognazzi in Il primo uomo
- Paolo Marchese in Sister
- Pietro Biondi in Illusioni perdute

## Riconoscimenti
- Premio César
  - 1983 – Candidatura al migliore attore non protagonista per Una camera in città
- Mostra internazionale d'arte cinematografica di Venezia
  - 1979 – Premio FIPRESCI per Passe Montagne